# Château de l'Étang (La Chaussade)
Pour les articles homonymes, voir Château de l'Étang.
Le château de l'Étang est situé sur la commune de La Chaussade, dans le département de la Creuse, région Nouvelle-Aquitaine, France.

## Historique
Il est à présent transformé en plusieurs logements.

## Architecture
Le corps de logis est orienté Est-sud-est/Ouest-nord-ouest et flanqué de 3 tours: une à l'Est, deux aux coins Ouest. 
Il dispose de plusieurs dépendances attenantes. 